# Liste der Mitglieder der American Academy of Arts and Sciences/1828
Im Jahr 1828 wählte die American Academy of Arts and Sciences zwei Personen zu ihren Mitgliedern.

## Neugewählte Mitglieder
- Johann Georg Heinrich Hassel (1770–1829)
- Julius von Wallenstein (1790–1843)